# TheHand
theHand, pseudonimo di Maurizio Di Bona (Napoli, 1971), è un fumettista italiano.

## Biografia
Si occupa di fumetti, illustrazione e satira disegnata. Ha collaborato con vignette di satira politica su Mamma!, Il Fatto Quotidiano, il Misfatto, Il Ruvido e Yanez. Nel 2002 ha realizzato il merchandise ufficiale dei Cranberries per il tour Stars, il Calendolores 2008 per Dolores O'Riordan e l'edizione del 2020 (in loving memory). Per Beppe Grillo ha illustrato 10 edizioni del calendario dei Santi Laici e i libri Schiavi Moderni, La Settimana, A Volte Rimangono e Muriamo Equitalia. Ha pubblicato nel 2006 per Mimesis Chi ha paura di Giordano Bruno basato sulla figura di Gian Maria Volonté, interprete del Giordano Bruno diretto da Giuliano Montaldo nel 1973. Con quelli di Becco Giallo ha pubblicato Cose da Runners (2016). Con Roberto Corradi ha pubblicato i libri di satira disegnata È tutto un Manga Manga (Reika manga 2020) dedicato ai robottoni giapponesi e Supereroi (EF edizioni 2022), sulle gloriose creature mascherate in calzamaglia. Nel 2023 ha realizzato insieme con Alessio Cantarella Battiato l'alieno (Mimesis) operazione satirica su Franco Battiato, e il calendario 2024 (EF edizioni) per onorare la memoria di Gian Maria Volonté a 30 anni dalla scomparsa.

## Pubblicazioni
- Scarabocchio ergo sum (Lulu 2006)
- Chi ha paura di Giordano Bruno (Mimesis 2006)
- Scarabocchio ergo sum 2 (Lulu 2007)
- Cose da runners (Becco Giallo 2016)
- Ereticomix (Adagio 2017)
- È tutto un Manga Manga (Reika manga 2020)
- Supereroi (EF edizioni 2022)
- Battiato l'alieno (2023)

## Collaborazioni
- UDS di Piero Pelù (2002) - illustrazione booklet
- Basta che respiri di Makkovi (Improbabili 2005) - illustrazioni
- Spring charity auction for Gillian Anderson (2005) - illustrazioni
- We must be theyr voice campaign for Gillian Anderson (2006) - illustrazioni
- Schiavi Moderni di beppegrillo.it (Casaleggio associati 2007) - illustrazioni
- La Settimana di beppegrillo.it (Casaleggio associati 2008) - illustrazioni
- Santi Laici (Rizzoli 2011) - illustrazioni
- Insultatemi  di Gianroberto Casaleggio (Adagio 2013) - illustrazioni
- A volte rimangono  di beppegrillo.it (Adagio 2015) - illustrazioni
- Muriamo Equitalia  di beppegrillo.it (Adagio 2015) - illustrazioni

## Altro
- Tshirt design for the Cranberries - Stars tour 2002 (official merchandise)
- Calendolores 2008 - calendario illustrato di Dolores O'Riordan (official merchandise)
- Calendario dei Santi Laici (edizioni dal 2007 al 2021)
- Calendario delle Menti lucenti 2018
- Calendario rockstar 2018 "back to the light"
- Calendario rockstar 2019 "back to the light"
- Calendario dei chitarristi 2020
- Calendario rockstar 2021 "back to the light"
- Calendolores 2020 - calendario illustrato di Dolores O'Riordan (in loving memory)
- Calendario 2024 di Gian Maria Volonté (EF edizioni)